# Polydesmida
Polydesmida este un ordin de diplopode cu o răspândite largă în toată lumea. Membrii acestui ordin au capacitatea de a produce acid cianhidric pentru a îndepărta prădători. Ei nu au ochi, corpul este turit dorso - ventral și alcătuit din 12 segmente.